# مكتبة النسوية
تأسست المكتبة النسوية كمركز للبحث والمصادر النسائية عام 1975 من قبل مجموعة من النساء المعنيات بمستقبل مكتبة الفوسيت لضمان بقاء حركة تحرير المرأة،  ومن ضمن المؤسسين للمكتبة أكاديميات نسويات مثل ديانا ليونارد  وليونوري دافيدوف.

## التاريخ
بدأت المكتبة كمجموعة صغيرة من المواد المعاصرة، لكنها تعتبر الآن أهم مكتبة للمواد النسوية في أنجلترا، وتحتوي على حوالي 7500 كتاب، منهم حوالي 5000 كتاب غير روائي و500 كتاب شعر، و1500 عنوان دوري والعديد من المنشورات الذاتية،  وتمتد على أكثر من 85 مترًا من الرفوف. وهناك أيضًا عدد كبير من الكتيبات التي تعقد حاليا في معهد بيشوبسغيت.

### أزمة عام 2003
واجهت المكتبة  أزمة مالية في عام 2003 عندما قام مجلس لامبيث بزيادة الإيجار بشكل هائل على المبنى الذي يضم المجموعات.
وبعد أربع سنوات، في عام2007، دعت اللجنة إلي عقد اجتماع طارئ كمحاولة أخيرة لجمع الدعم للمكتبة، ولحسن الحظ حظى الاجتماع بحضور جيد وتم إنقاذ المكتبة من الأزمة المالية، على الرغم من أنها لاتزال تكافح حتى اليوم أعتمادًا على المنح للبقاء.

#### أمناء مكتبة من أجل الغد
في يناير 2010 أعلنت المكتبة أنها حصلت على منحة من جوائز للجميع، والتي قررت أستخدامها لتدريب المتطوعين في مجال علم المكتبات باستخدام المكتبة نفسها كمصدر. وفي مارس 2010 تم أختيار 15 متطوعًا من بين العديد من المتقدمين وبدأوا العمل في المكتبة في أبريل 2010، وبعد ذلك بدأت أحد المتدربين في كتابة مدونة مجهولة عن تجاربها.
وقد أزدادت ساعات العمل في عام 2013 ــ 2014 ولكنها ظلت معتمدة على مدى توفر المتطوعين. في عام 2015 احتفلت المكتبة بالذكرى الأربعين لتأسيسها، في حين كانت في عام 2018 فترة بعد الظهر أو المساء مفتوحة من الثلاثاء إلى السبت.
إن حجم الشعر والخيال في المكتبة غير عادي بالنسبة لمجموعة خاصة تركز على حركة سياسية، والسبب في ذلك هو أن المكتبة أرادت أن تضمن تمثيل النساء الفرديّات كجزء من تحريرهن، كما شرح ذلك جيل تشيستر، عضو لجنة إدارة المكتبة، في مقابلة مع آن ويلش في عام 2007.